# Slow Video
Slow Video (슬로우 비디오?, Seullou bidioLR) è un film del 2014 scritto e diretto da Kim Young-tak.

## Trama
Yeo Jang-boo possiede una straordinaria acutezza visiva, tanto da poter vedere il mondo letteralmente "a rallentatore". L'uomo decide allora di utilizzare la sua qualità per fare innamorare di sé una ragazza, Bong Soo-mi.